# بچین
بچین (انگلیسی: Beçin)(همچنین با نام‌های برچین یا پچین شناخته می‌شود) یک دژ تاریخی در ترکیه است.

## جغرافیا
بچین بر روی تپه‌ای کم‌ارتفاع در جنوب غربی روستای مدرنی به همین نام، در میلاس، مرکز ilçe (ناحیه) از استان موغله قرار دارد. مختصات آن ۳۷°۱۶′۳۰″ شمالی ۲۷°۴۷′۲۱″ شرقی / ۳۷٫۲۷۵۰۰°شمالی ۲۷٫۷۸۹۱۷°شرقی است. فاصله آن تا میلاس ۴ کیلومتر (۲٫۵ مایل) و تا موغله ۶۶ کیلومتر (۴۱ مایل) است.

## تاریخچه
این محوطه دارای آثاری از دوره هلنیستی، از جمله یک معبد متعلق به قرن چهارم پیش از میلاد است. وجود یک کلیسا از دوره امپراتوری بیزانس نشان می‌دهد که این منطقه تا قرون وسطی مسکونی بوده است، اگرچه ابعاد کوچک کلیسا احتمالاً بیانگر اهمیت محدود آن در آن دوره است. بر اساس یک منبع معاصر ایتالیایی، نام این مکان Pezona بوده است.
در اواخر قرن سیزدهم، این منطقه به تصرف منتشه، یکی از بیگ‌نشین‌های بیگ‌نشین‌های آناتولیایی، درآمد و بچین به پایتخت این بیگ‌نشین تبدیل شد و رشد سریعی را تجربه کرد. در سال ۱۳۳۳، ابن بطوطه از این شهر بازدید کرد، آن را به‌عنوان شهری تازه تأسیس توصیف کرد و به خانه‌ها و مساجد آن اشاره نمود. اکثر بناهای باقی‌مانده از این شهر متعلق به قرن چهاردهم هستند.
در قرن پانزدهم، بیگ‌نشین منتشه به امپراتوری عثمانی ضمیمه شد. نشانه‌ای از زوال تدریجی این شهر را می‌توان در روایت اولیا چلبی از بازدیدش در میانه قرن هفدهم مشاهده کرد؛ او نوشته است که این شهر فاقد حمام (گونه معماری) بوده، در حالی که کاوش‌های باستان‌شناسی بقایای پنج حمام را آشکار کرده است. یک سکونت‌گاه تا دهه ۱۹۸۰ در این منطقه باقی مانده بود.

## بناهای تاریخی
مدرسه احمد غازی، که به نام بیگی که آن را سفارش داده نام‌گذاری شده، طبق کتیبه عربی موجود در بالای ورودی آن، در سال ۱۳۷۵ ساخته شده است. ورودی بنا با وجود حفظ عناصر سنتی سبک معماری سلجوقی، دارای جزئیاتی است که شباهت‌هایی به معماری گوتیک اروپایی دارد. این امر احتمالاً نشان‌دهنده تأثیر ارتباطات تجاری بیگ‌نشین منتشه با جزایر اژه، ایتالیا و جنوب فرانسه است (در کتیبه، بیگ با عنوان «سلطان سواحل» توصیف شده است). بازسازی‌های مدرن، بخش‌های بزرگی از نمای ورودی را احیا کرده‌اند. این مدرسه دارای هشت حجره و دو ایوان است که مستقیماً به حیاط مرکزی مستطیل‌شکل باز می‌شوند (ایوان ستون‌دار معمول در اینجا وجود ندارد). مقبره احمد غازی در ایوان اصلی قرار دارد و گمان می‌رود که مقبره مجاور آن متعلق به یکی دیگر از حاکمان منتشه، شجاع‌الدین بیگ، باشد.
کاروانسرای قرمز یا کزل‌هان (Kızıl Han) یک کاروانسرای دوطبقه و یکی از دو کاروانسرای باقی‌مانده در بچین است. این بنا ساده و کم‌زرق‌وبرق بوده و بخشی از آن ویران شده است، به‌طوری که طبقه فوقانی آن فرو ریخته است.
حمام بزرگ (Büyük Hammam) یکی از پنج حمامی است که زمانی در این شهر وجود داشتند و اکنون همگی ویران شده‌اند. این حمام احتمالاً یکی از باشکوه‌ترین بناهای شهر در زمان خود بوده است، اگرچه اکنون بیشتر سقف آن فروریخته است. کاوش‌ها، بخش‌های داخلی آن را آشکار کرده و سطح کف اصلی آن را که با سنگ‌های مرمر فرش شده، نمایان ساخته‌اند.